# Bjørn Martin Olsen
Bjørn Martin Olsen (18 aprile 1962 – 28 settembre 2024) è stato un calciatore norvegese, di ruolo difensore.

## Carriera

### Club
Olsen ha giocato con la maglia del Rælingen, per passare poi allo Strømmen nel 1980. Nel 1987 è stato ingaggiato dal Lillestrøm, per cui ha esordito in data 2 maggio, schierato titolare nella sconfitta per 2-1 maturata sul campo del Moss. Con questa maglia ha giocato 4 partite nella fase finale della Coppa dei Campioni 1987-1988. È rimasto al Lillestrøm fino all'anno successivo.